# Midnight Club: Los Angeles
Midnight Club: Los Angeles es un videojuego de carreras desarrollado por Rockstar San Diego y publicado por Rockstar Games. Es la cuarta entrega de la serie Midnight Club. El juego cuenta con 43 autos y 4 motocicletas. El mapa de mundo abierto de Los Ángeles es del tamaño de las tres ciudades de las entregas anteriores combinadas. Después de varios retrasos, Midnight Club: Los Angeles fue lanzado en octubre de 2008.

## Jugabilidad
Midnight Club: Los Ángeles está ambientado en la ciudad de Los Ángeles, el jugador debe conducir de regreso para reparar su vehículo en un garaje o gasolinera. Esto también significa que la suma de un vehículo solo es posible dentro de una única carrera o evento. Con el sistema RAGE que se está utilizando para este juego,
Cuanto más tiempo el jugador evade la captura, mayor será la multa que deberá pagar el jugador si es arrestado. Si el vehículo del jugador sufre demasiado daño (total) durante la persecución, también es arrestado.
El juego en línea admite dieciséis jugadores a la vez. También se introdujo un nuevo aspecto titulado "Califica mi viaje", donde los jugadores pueden conectarse en línea para ver, calificar, vender y comprar vehículos modificados por el usuario. También se incluyen trofeos de PlayStation Network, con un total de 46 trofeos que se pueden ganar.
Muchas de las funciones en línea se eliminaron debido al cierre de GameSpy en 2014.
Midnight Club: Los Angeles  es parte del  Social Club de Rockstar e incluye funciones que rastrean las estadísticas de conducción del jugador y potencialmente les otorgan diversos contenidos del juego, como sistemas hidráulicos, llantas TIS y el Audi R8.

## Sinopsis

### Trama
Un hombre de la Costa Este de los Estados Unidos se muda a Los Ángeles. El personaje, conocido como "Carl", más tarde "Judas", toma un papel importante en el juego. En la introducción del juego, él está hablando por teléfono con el campeón de la ciudad de Los Ángeles, Booke, diciéndole que se reúna en el restaurante de comida rápida Carney's Express Limited. Le da al protagonista la opción de tres autos, uno para elegir, al comienzo del juego: un 1998 Nissan 240SX, 1983 Volkswagen Golf GTI, o 1988 Volkswagen Scirocco.

## Desarrollo y marketing

### Actualizaciones y expansiones
Desde su lanzamiento, el juego ha tenido múltiples actualizaciones, parte de la actualización fue un modo de juego en línea adicional llamado "Modos", donde el usuario podía elegir ir a un lobby para jugar varios modos de carrera y bandera en lugar de solo un modo específico, además del modo crucero.
Los jugadores también pudieron comprar el paquete que incluía nuevas competencias de personajes, carreras, música y autos disponibles en un solo paquete completo. Los vehículos nuevos incluyen varios coches y, por primera vez en el juego, SUV. El contenido estaba originalmente programado para lanzarse el 12 de marzo, pero se retrasó hasta el 19 de marzo sin comentarios de Rockstar.
El 10 de octubre, Rockstar lanzó un "paquete de coches de policía" gratuito en Xbox Live. Esto le dio al jugador la capacidad de competir con cinco tipos diferentes de vehículos policiales de Chevrolet y Dodge, con esquemas de pintura del Departamento de Policía de Los Ángeles, Patrulla de Carreteras de California y Aduanas y Patrulla Fronteriza de los Estados Unidos, y le dio al jugador la capacidad de evitar a la policía mientras navegaba o corría.

### Midnight Club: L.A. Remix
Midnight Club: L.A. Remix es una versión portátil de Midnight Club: Los Angeles para PlayStation Portable. El juego fue desarrollado por Rockstar London y lanzado el 21 de octubre de 2008 en Norteamérica y el 24 de octubre en la región PAL.

### Complete Edition
Rockstar Games lanzó   'Midnight Club: Los Angeles - Complete Edition'   como un título Greatest Hits/Platinum Range de PlayStation 3 y un título Platinum Hit/Classics de Xbox 360 el 12 de octubre de 2009.

## Recepción
Midnight Club: Los Angeles fue recibido con una acogida positiva tras su lanzamiento. GameRankings y Metacritic le dieron una puntuación de 81,66% y 82 sobre 100 para la versión de PlayStation 3; 80,64% y 81 de 100 para la versión Xbox 360; y 78,96% y 79 sobre 100 para la versión PSP..